# Goncourt oder Die Abschaffung des Todes
Goncourt oder Die Abschaffung des Todes  ist ein Schauspiel von Tankred Dorst und Horst Laube, das am 5. Juni 1977 unter der Regie von Peter Palitzsch im Schauspiel Frankfurt uraufgeführt wurde. Tankred Dorst schreibt, er habe Tagebucheintragungen Edmond Goncourts „während der Belagerung von Paris und der Pariser Commune“ verwendet und teilweise zitiert.

## Übersicht
Paris im Frühjahr 1871: Während Kommunarden auf der Barrikade gegen die Herrschaft der Bourgeoisie – genauer, gegen Truppen von Thiers kämpfen und untergehen, schaut eine Gruppe von Intellektuellen tatenlos zu: Kommunarden reißen beim Barrikadenbau den Literaten Edmond Goncourt, Nefftzer, Renan und Hugo in deren Stammcafé Brébant die Stühle unter den Hintern weg. Die Herren verharren darauf notgedrungen stehend, spazierend, deklamierend. Nicht viel anders verhält sich der Maler Courbet. Einzig die Schauspielerin Sarah Bernhardt stellt den Kommunarden ihr Theater als Lazarett zur Verfügung.
Allerdings werden von den Intellektuellen auch große Wahrheiten ausgesprochen. Victor Hugo meint, die Regierung habe nichts gegen den preußischen Feind unternommen, doch alles gegen die eigene Bevölkerung aufgeboten. Und immerhin halten die Schriftsteller über das Stück hinweg deklamierend und rauchend die Stellung in ihrem Café dicht neben der Barrikade. Man harrt als Poet, der nur in Paris leben und dichten kann, aus.

## Untertitel
Als die Kommunarden für die Abschaffung der Todesstrafe demonstrieren, spottet ein Arzt: „Schafft den Tod doch gleich mit ab.“
Tankred Dorst ist „Die Abschaffung des Todes“ trotz der offensichtlichen Unmöglichkeit geglückt – zumindest für einen Abend auf der Bühne. Edmond und Jules Goncourt treten immer gemeinsam auf, bis Edmond lapidar mitteilt, der Bruder sei tot. Beim nächsten Rendezvous mit der gemeinsamen Geliebten Marie ist aber Jules als stummer Akteur dabei und geht abschließend durch die Wand. Bei späteren kleinen Auftritten findet Jules die Sprache wieder: „Ich suche etwas.“ Während der Tage der Commune, Jules ist bereits neun Monate tot, will Edmont die kriegerischen Auseinandersetzungen im Keller kauernd überleben. Eventuelle Querschläger soll eine auf den Rücken gebundene Matratze abfangen. Jules erscheint mit der Frage: „Was machst Du da?“ Selbst im bluttriefenden Finale des Stücks, als Edmond, Chronist seiner Zeit, den Deserteur François zum Helden auf der Barrikade, dieser Tribüne der Commune, hochstilisiert, lauscht Jules – aus dem Nichts erschienen – den Äußerungen des geschichtsschreibenden Bruders und spendet Beifall. Übrigens erkundigt sich Victor Hugo paar Mal nach Jules (obwohl er kondoliert hat) und befürwortet die Kommunikation Edmonds mit dem Toten.

## Inhalt
Der oben genannte historische Stoff reiche für ein Stück nicht ganz aus, merkt Tankred Dorst im Nachwort zur Buchausgabe an. Also hat er noch die Geschichte der Brüder Goncourt und ihrer ehemaligen gemeinsamen Geliebten Marie hinzugenommen. Maries neuer Geliebter, der Deserteur François, darf nicht außer Acht gelassen werden.
Nach seiner Fahnenflucht aus der Nationalgarde schlüpft der verwundete François bei Marie unter und kämpft auf der Seite der Commune gegen das Pariser Großbürgertum. Wohlhabende überwinden auf der Flucht aus Paris die Barrikade am Literatencafé Brébant. Nicht jeder hat Erfolg.
Marie hat sich längst von den Goncourts getrennt und François zugewandt.  François sagt zu Marie: „Wir kämpfen dafür, daß der Mensch ein Mensch sein kann.“ François, von der Barrikade in der Rue Olivier kommend, steht auf der Barrikade neben dem Brébant. In einer Gefechtspause betritt er kurz das Café und kippt den Inhalt des einzigen großen Aschenbechers, in den die Dichter geraucht haben, über dem Kopf von Edmond aus.
Auf der Barrikade wird die Munition knapp. Edmond flüchtet in den Keller. Zuvor hat er die Haushälterin Pelagie instruiert: Die Stellung halten; auf die Wertsachen achtgeben. Als er abgetaucht ist, fragt sich das Mädchen – in der Wohnung Edmonds im Gewehrfeuer stehend – „warum bleib ich hier?“
Ein Kommunarde neben François nennt den Kampf bis zur letzten Kugel sinnlos, weil keine Lösung des sozialen Problems für die Arbeiter gefunden werden kann. Nachdem François die letzte Kugel verschossen hat, wirft er das Gewehr weg, steigt von der Barrikade, schreitet dem Feind entgegen und wird von unzähligen Kugeln getroffen.

## Form
Satire ist in der ersten Hälfte des Stücks unübersehbar. Flaubert – nach Edmonds Aussage der einzige ganz reine Mensch, der sogenannte unmoralische Bücher schreibt – arbeitet im belagerten Paris über das ganze Stück hinweg an seinem aktuellen Manuskript. Weniger gut weg kommt Edmonds Freund Zola, der sich mit einem preußischen Pass rechtzeitig aus dem Staube gemacht haben soll. 
Aber es geht ja in dem Stück um die Straßenkämpfe in Paris. Entsetzlich: Ein junger Mann drückt sich vor der Einberufung in die Nationalgarde. Er hackt sich auf offener Bühne den Daumen ab. In dem bunten Pariser Bilderbogen erhebt sich Nadar in die Lüfte. Der Luftschiffer will die preußischen Stellungen vor Paris ablichten. Ein Dichter namens Saint-Gilles deklamiert eines seiner frisch niedergeschriebenen Gedichte. Als die Kollegen gleichgültig bleiben, verbrennt er es. Die Dichter sind es überhaupt, die eingangs den Zuschauer belustigen. Victor Hugo wird in seiner Wohnung von der Gattin Juliette mit Spinat gefüttert und spuckt das Grünzeug in hohem Bogen aus. Der Greis behauptet, er könne es täglich einer Frau „besorgen“. So etwas Ähnliches wie ein Beweis folgt sogleich. Odile, eine Frau, die in Hugos Wohnung ständig strickt, wird vom Patriarchen herbeizitiert und knöpft ihr Kleid auf, dass der alte Mann ihre Brust angreifen kann. Edmond, der über die Maßen neugierige Chronist, bemerkt und notiert aber auch wirklich alles. Bei einem Besuch in Victor Hugos Wohnung notiert er „Spinat an der Tapete Hugos“. Das Stück kippt mitunter ins Groteske – zum Beispiel, als Victor Hugo mit seinem toten Kind im Arm auftritt.
Dominieren in der ersten Hälfte des Stückes Spaß und Klamauk, so kontrastiert dazu das tödliche Ende der Kommunarden im schaurigen Finale. Aber selbst jenen erbitterten Kampf auf der Barrikade entwickelt Tankred Dorst ganz auf seine Art. Hierfür zwei kleine Beispiele. Da ist erstens der Transvestit Bubu, der sein Kleid auszieht, in eine Uniform schlüpft und die abgeschlafften Gestalten an seiner Seite ermuntert. Und zweitens kann beim Kampf auf der Barrikade kein Heroismus aufkommen. François hat ja – selbst im Sterben – seinen Kommentator Edmond mit flotten Sprüchen und dessen Beobachter und Beifallklatscher Jules immer an seiner Seite.

## Rezeption
Das Stück ist nach der Frankfurter Uraufführung 1977 praktisch von den Spielplänen der deutschen Theater verschwunden, außerhalb Deutschlands wurde das Stück bisher nicht gespielt.